# 燉蛋

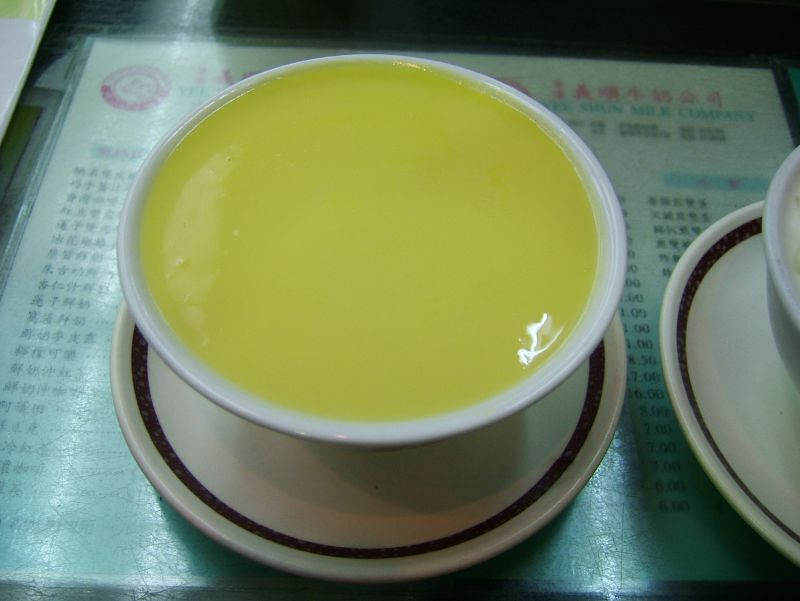
中式甜燉蛋

燉蛋是一類燉製而成的蛋類食品，是把蛋和其他材料混合再隔水燉製而成，有甜品或鹹小吃兩種。可以指：
- 甜食
  - 中式甜燉蛋是使用雞蛋（蛋白及蛋黃）、牛奶及糖燉製而成，冷食、熱食皆宜。
  - 法國的焦糖燉蛋（焦糖烤布蕾）雖然稱為「燉蛋」，但它是以烤的方法製成，並非燉蛋。
- 鹹食，有时实际上是蒸煮：
  - 中国的鹹燉蛋稱為蒸蛋。
  - 日本的鹹燉蛋稱為茶碗蒸。
  - 朝鮮半島的鹹燉蛋稱為雞卵蒸（朝鲜语：계란찜）。

## 相似食品
- 燉奶
- 蛋撻
- 布丁

|  | 这是一个同类索引条目，列出擁有相同或近似名稱的同類型項目。 若您循內部連結來到此頁面，請考慮修正該，將其指向正確的條目。 |